# Нова Ливада
Но́ва Лива́да (болг. Нова ливада) — село в Хасковській області Болгарії. Входить до складу общини Івайловград.

## Населення
За даними перепису населення 2011 року у селі проживали 20 осіб.
Розподіл населення за віком у 2011 році:
Динаміка населення: